# Franken
För andra betydelser, se Franken (olika betydelser).

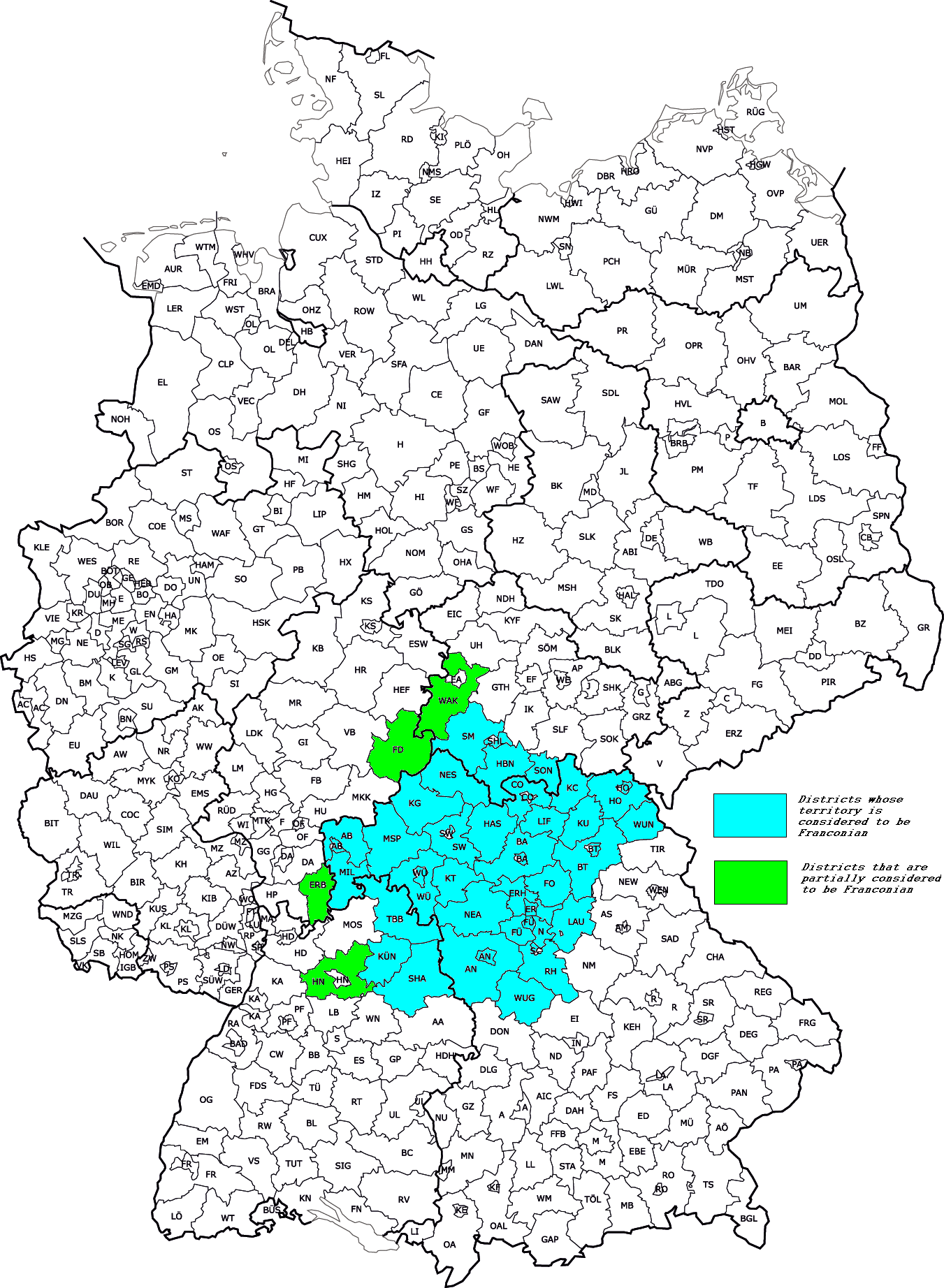
Regionen Frankens läge i dagens Tyskland.

Frankens vapen som föreställer den "frankiska räfsan". Symbolen ingår idag i flera vapen i förbundslandet Bayern.

Franken är en region i Tyskland som går tillbaka till Hertigdömet Franken och vars befolkning till väsentlig del utgjordes av östfranker (se franker och chatter). Idag syftar Franken oftast på den nordvästra delen av förbundslandet Bayern samt intilliggande områden där det talas frankiska dialekter. Franken är även en kvalitetsregion (Anbaugebiet) för vin. 

## Historisk bakgrund
När Tyska riket i början av 1500-talet indelades i rikskretsar, upprättades den frankiska kretsen, men till denna räknades inte Pfalz och andra frankiska områden i Rhentrakten liksom inte heller Hessen, och namnet Franken kom därigenom att inskränkas till sydöstra delen av det gamla frankiska området. Såsom ledare av konventet i Heilbronn (1633) förlänade Axel Oxenstierna hertig Bernhard av Weimar med den frankiska hertigvärdigheten, men efter slaget vid Nördlingen (1634) blev detta betydelselöst. Vid Tysk-romerska rikets upplösning 1806 försvann kretsindelningen och därmed också Frankiska kretsen.

## Region i Bayern
Större delen därav kom under den omgestaltning, som nu övergick Tyskland, till Bayern, inom vilket därav bildats tre
regierungsbezirke: Oberfranken, Mittelfranken och Unterfranken. Befolkningen i de områden, som en gång bildade stamlandet Franken, framstår ännu såsom en egen grupp av det tyska folket med egen frankisk dialekt. Den största staden i Franken är Nürnberg.
Franken är känt för sina, närmare 300, bryggerier samt vitt vin som förpackas i en typisk bocksbeutel, en låg och bullig flaska. Vanliga vindruvor i vin från Franken är silvaner, riesling och Müller-Thurgau.

## Klimat
Klimatet i Franken är ett särpräglat inlandsklimat med kalla vintrar och varma somrar. 1985 var det minus 25 grader ett antal nätter i följd vilket slog ut en hel del vinstockar. Klimatet varierar mycket och det oberäkneliga vädret ger en stor variation i såväl kvantitet som kvalitet.

## Jordmån
Jordmånen i distriktet varierar men domineras av lerjordar med mycket inslag av gips, s k Keuper, som vilar på sandsten eller kalksten. Floden Main rinner genom vindistriktet och på flodbäddarna och sluttningarna dominerar så kallad musselkalk som eroderats fram.

## Viner
I Franken odlas framför allt vita viner, uppemot 90 % av den totala produktionen. Det mesta vinodlandet sker i närheten av floden Main. Druvan Silvaner når i Franken otroligt goda resultat. Vinerna från denna druva blir kryddiga, nötiga och lätt rökiga. Har de vuxit på branterna mot Main har de dessutom en smak av honung utan att vara söta. En annan druva som förknippas särskilt med Franken är Scheurebe. Denna druva ger rika, ofta botrytiserade viner med bra syra och smak av både blodgrape och kryddor.
Franken följde aldrig modetrenden under efterkrigsåren med att göra vinerna söta. Här har man alltid framställt vinerna torra, allra helst det som kallas ”fränkisch trocken”, vilket innebär mindre än 4 gr socker per liter. Vinerna från Franken är framför allt bra matviner och passar till typisk tysk mat med sälta, sötma och syra.